# Forum Ost-West
Das Forum Ost-West ist ein privater Verein mit Sitz in Bern.
Der Verein wurde 1994 in Nachfolge der Stiftung für Demokratie, der Träger-Stiftung des ehemaligen Schweizerischen Ostinstituts gegründet. Die Stiftung für Demokratie wurde – vor allem im Bereich Schriftenherausgabe zur Förderung der offenen Gesellschaft – weitergeführt.

## Aktivitäten
Der 1994 in Bern gegründete Verein Forum Ost-West nahm andere Aktivitäten (Veranstaltungen, Presseschau) des Ostinstituts über, um die Übergang vom Totalitarismus zur Demokratie in den mittel- und osteuropäischen Ländern zu unterstützen. Unter anderem wurden von 1994 bis 2010 jährlich ein Swiss Media Forum durchgeführt, um die Transition in der Medienlandschaft Mittel- und Osteuropas zu fördern. An den Foren nahmen jährlich zwischen 10 und 30 Medienschaffende hauptsächlich aus Russland, später auch aus den 2004 beigetretenen Staaten der EU-27 teil. Die Medienforen wurden begleitet von namhaften Experten der schweizerischen Medienlandschaft.
Neben den Medienforen führte der Verein regelmässig Businessforen, Diskussionsveranstaltungen und länderkundliche Referate durch; während vieler Jahre (bis 2005) war der Verein zudem zuständig für die Vermittlung schweizerischer Fachkräfte nach Mittel- und Osteuropa zwecks beruflicher Weiterbildung. So wurden im Auftrag der Eidgenossenschaft und der Arbeitsämter gegen 1'000 Stagiaires vermittelt.
Bis 2009 dauerte der Auftrag der FAO, für die Schweiz den Codex Alimentarius im Internet zu betreuen.
Der Verein führt Aktivitäten in Zusammenarbeit mit privaten Auftraggebern, Gönnern, aber auch Zusammen mit der Eidgenossenschaft – DEZA, Präsenz Schweiz und SECO – durch. Der Verein ist jedoch als privater Verein nach schweizerischem Recht unabhängig, die Stossrichtung der Aktivitäten bestimmen die Mitglieder.

## Präsidium und Geschäftsführung
Präsident ist seit 2014 der Rechtsanwalt Daniel Marti, von 2001 bis 2014 präsidierte der Publizist Erich Gysling den Verein. Geschäftsführer des Vereins sind seit 2020 Alexander Siegenthaler und Béla Filep.